# North Conway
North Conway est un village de la petite ville Conway (New Hampshire)  — recensement-designated place (CDP) —, situé dans l'est du comté de Carroll, vallée du mont Washington près du lac Conwey, des monts Chocorua et Cranmore, à la lisière de la Forêt nationale de White Mountain (à l'ouest et au nord). North Conway est délimité à l'est par la ligne d'État du Maine.
La population est d'environ 2 300 habitants (2 069 au recensement de 2000).
C'est une communauté très commerçante, traversée par la White Mountains Highway, elle est connue pour son grand nombre d'usines et de magasins. Elle est le siège d'une École internationale d'escalade qui attire les grimpeurs du monde entier, foyer de la cathédrale Ledge (région d'escalade), d'Echo Lake State Park et du mont Cranmore. 
Ce village est officiellement le premier à être devenu une colonie d'artistes en Amérique. Dans les années 1850, avec l'arrivée de Benjamin Champney et John Frederick Kensett qui prennent l'habitude de s'y rendre et d'y peindre en plein air les paysages.
Joy Farm fut la résidence d'été du poète E.E. Cummings (1894-1962) depuis son enfance et la ville de naissance de l'acteur John Shea (né en 1949).